# شتيفان بيرغر
شتيفان بيرغر (بالألمانية: Stefan Berger)‏ هو مؤرخ اجتماعي ‏ ومؤرخ وبروفيسور ألماني، ولد في 1964 في لانغنفلد في ألمانيا.